# 도큐먼트 재단
도큐먼트 재단(The Document Foundation, TDF)은 자유-오픈 소스 오피스 스위트인 리브레오피스의 개발을 지원하는 비영리 단체이다. 2010년 오픈오피스 커뮤니티 회원들이 설립한 TDF는 오픈도큐먼트 형식을 중심으로 오피스 소프트웨어 개발을 위한 벤더 중립적인 플랫폼을 제공하는 것을 목표로 한다. 이 재단은 독일 법에 따라 슈티프퉁 (재단)으로 설립되었다.
TDF는 오픈오피스의 원조 스폰서인 썬 마이크로시스템즈를 인수한 오라클 코퍼레이션이 오픈솔라리스의 운명처럼 오픈오피스 개발을 중단하거나 제한할 수 있다는 우려 속에서 만들어졌다.

## 조직

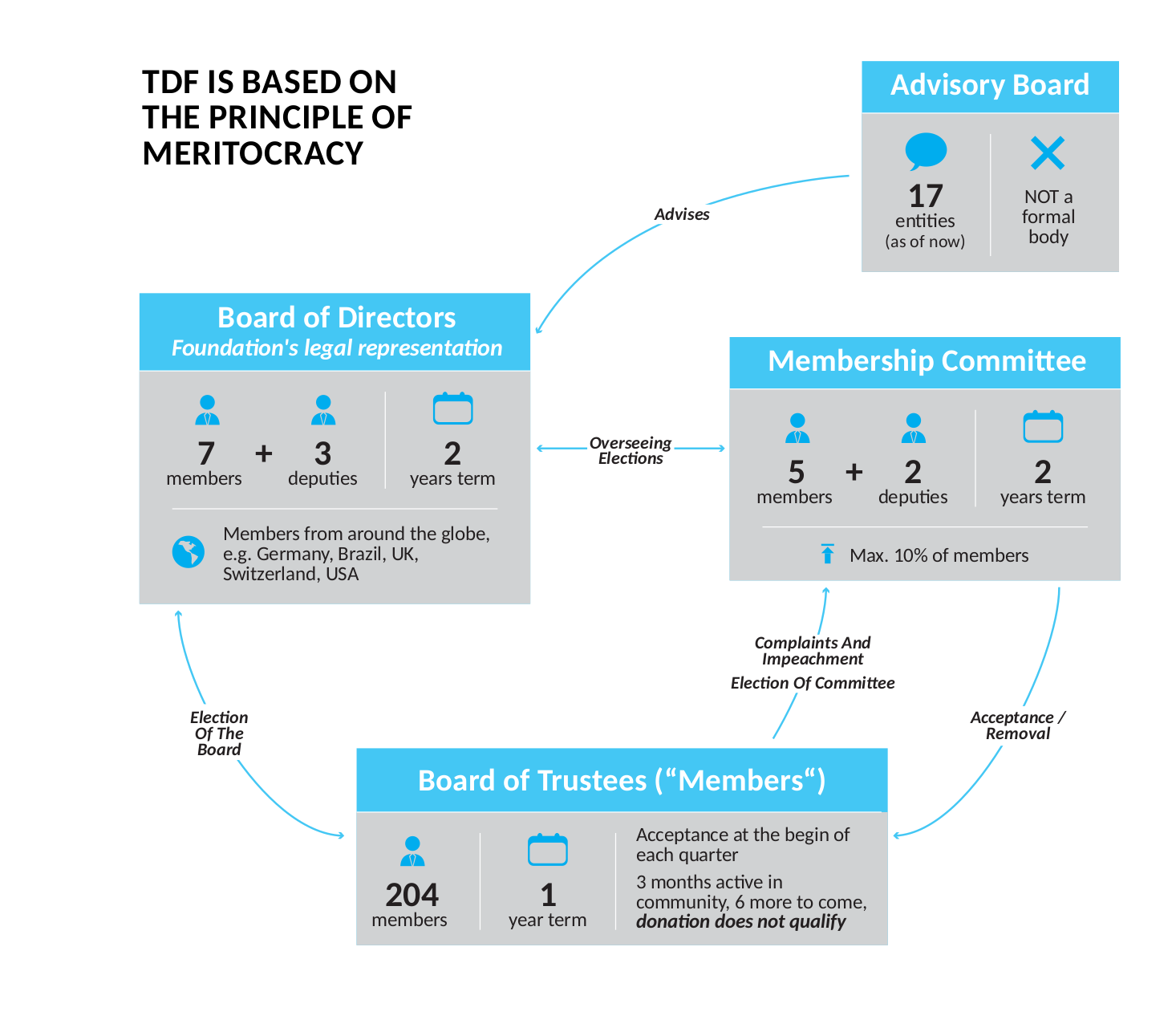
이 이미지는 이사회, 회원 위원회, 이사회를 포함한 도큐먼트 재단 내 여러 공식 그룹 간의 관계를 보여준다.

도큐먼트 재단은 운영을 감독하는 여러 운영 기관을 가지고 있다.
- 재단을 대표하고 일상 업무를 관리하는 이사회
- 선거를 조직하고 새로운 이사를 승인하는 회원 위원회
- 이사회와 회원 위원회를 모두 선출하는 이사회

이러한 구조는 재단의 능력주의에 대한 의지를 반영한다. 이사회 회원은 최소 3개월 동안 의미 있는 기여를 했으며, 최소 6개월 이상 지속적인 활동 참여를 약속한 사람에게만 자격이 주어진다. 입회는 신청 및 회원 위원회의 승인을 통해 이루어진다. 2025년 04월 기준 기준으로 이사회에는 139명의 회원이 있다.

### 이사회와 팀
이사회는 7명의 회원으로 구성되며 2년마다 선출된다. 또한 최대 3명의 대리 회원이 선거에서 차점자로 지명되어 이사회에서 사임하는 회원을 대체하게 된다. 2024년 5월 마지막 선거 후 이사회 구성원은 다음과 같다.
- 일리아니 도밍고스 (의장)
- 사이먼 핍스 (부의장)
- 소피 고티에
- 라즐로 네메스
- 이탈로 비뇰리
- 비외른 미하엘센
- 아이케 라트케
- 오스발도 제르바시 (대리)
- 마이크 손더스 (대리)
- 파올로 베키 (대리)

일상 업무를 관리하기 위해 도큐먼트 재단은 플로리안 에펜베르거를 전무 이사로 고용했으며, 그는 14명의 직원을 감독한다.

### 자문위원회
TDF는 2011년 6월에 자문위원회를 설립하여 상당한 재정적 또는 기타 지원을 제공하는 조직이 이사회와 만나 전략적 조언을 제공하고 제안서를 제출하며 재단과 리브레오피스 프로젝트를 유지하는 데 도움이 되는 피드백을 제공하는 포럼을 제공했다.
2025년 현재 자문 위원회 구성원은 다음과 같다: Adfinis, CAGE Technologies, Collabora, 자유 소프트웨어 재단 유럽, 그놈, KDE e.V., Open Source Business Alliance, 공익을 위한 소프트웨어 재단.
초기 회원에는 Freies Office Deutschland e.V., 자유 소프트웨어 재단, 구글, 레드햇, 공익을 위한 소프트웨어 재단, SUSE (당시 The Attachmate Group의 일부)가 포함되었다.
이전 회원으로는 allotropia software, AMD, BPM Conseil, 캐노니컬, CIB Software, 뮌헨 시, CloudOn, 자유 소프트웨어 재단, 구글, Hypra, 인텔, ITOMIG, 킹 압둘아지즈 과학 기술 도시 (KACST), Kopano b.v., Lanedo, MIMO, 레드햇, RusBITech-Astra, Studio Storti, 영국 정부 디지털 서비스가 있다.

## 역사

### 창립

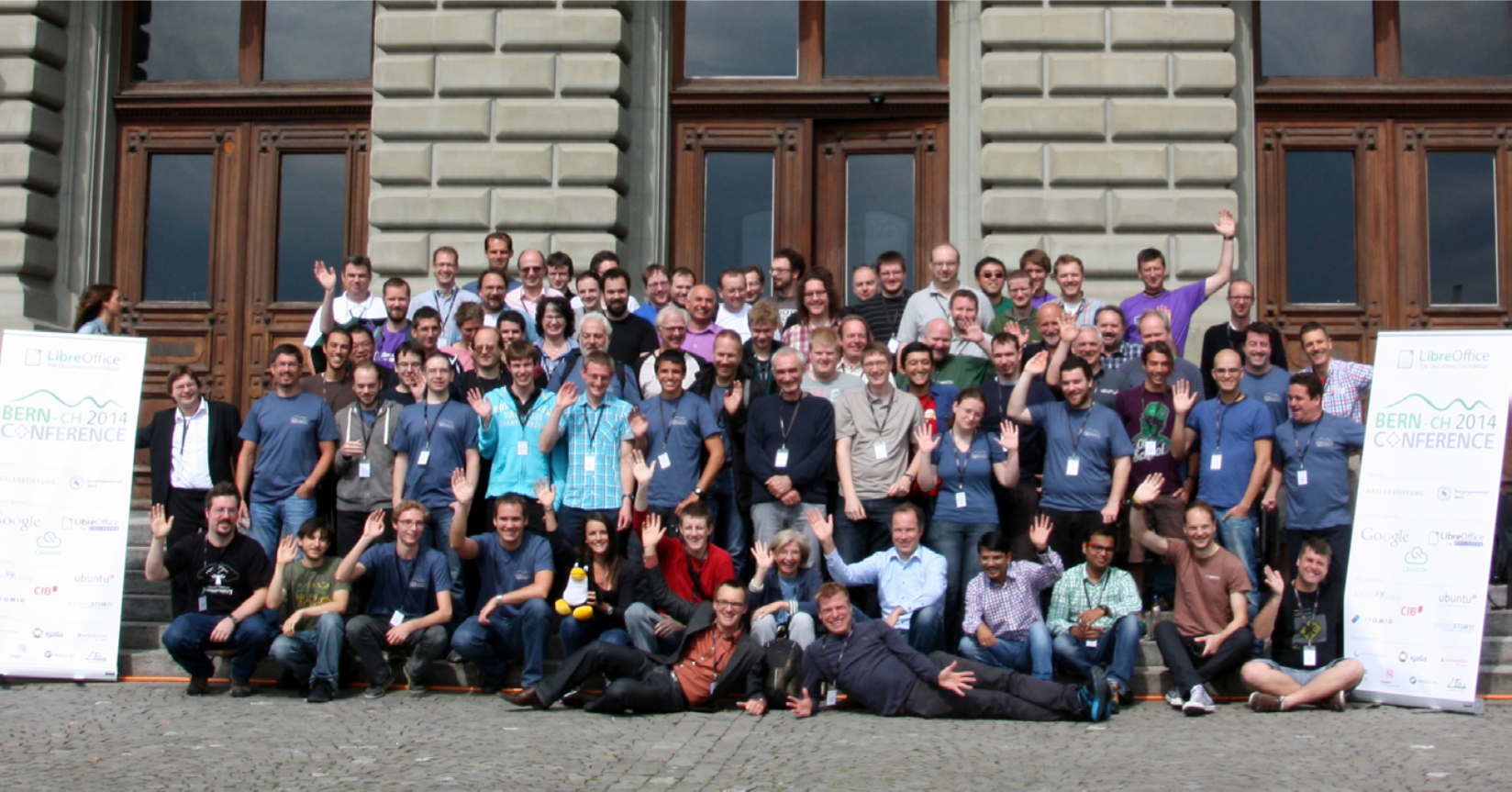
2014년 베른 리브레오피스 컨퍼런스 청중, 이사회, 회원 위원회, 이사회 및 도큐먼트 재단 직원 포함

도큐먼트 재단은 2010년 9월 28일 재단 설립 초기 단계에 "운영 위원회"의 통제를 받는다고 발표되었다. 이 발표는 노벨, 레드햇, 캐노니컬, 구글 등 여러 회사의 지원을 받았다. 2010년 12월, 도큐먼트 재단은 브르오피스를 지원하는 BrOffice Centre of Excellence for Free Software가 재단에 합류했다고 발표했다.
재단은 또한 다가오는 3.3 버전을 기반으로 하는 오픈오피스의 리브랜딩된 포크를 제공했으며, 고-오 포크의 패치와 빌드 소프트웨어를 포함했다. 리브레오피스라는 이름이 임시적인 것으로, 오라클이 도큐먼트 재단의 회원이 되고 오픈오피스 브랜드를 프로젝트에 기부하도록 요청되기를 바랐다. 발표 후 오라클은 오픈오피스 커뮤니티 이사회 회원 중 도큐먼트 재단 회원들에게 이사회에서 사퇴할 것을 요청하며 이해 상충이라고 주장했고, 커뮤니티 이사회는 100% 오라클 직원으로 구성되었다.
오픈오피스 이사회 공동 대표인 재클린 라헤미푸어는 다음과 같이 말했다.
기술적 수준에서 협력이 있을 것이며 변경이 가능하다고 여러 번 강조되었지만, 오라클로부터 프로젝트 조직 및 관리에 대한 입장을 변경할 의사가 있다는 징후는 없다. 이러한 변화를 원하지만 현재 프로젝트 내에서 현실적인 기회를 찾지 못하여 TDF에 참여하는 사람들에게는 불행하게도 "둘 중 하나"를 선택해야 하는 문제가 발생한다.
이 편지에 서명한 우리에게 답은 분명하다. 우리는 커뮤니티와 커뮤니티가 개발하는 소프트웨어가 발전할 기회를 주기 위해 변화를 원한다. 이러한 이유로, 우리는 이제부터 도큐먼트 재단을 지원하고 팀으로서 리브레오피스를 개발하고 홍보할 것이다.

프로젝트가 발표되었을 때, 도큐먼트 재단은 법적 실체로 존재하지 않았다. 운영 위원회는 공식적으로 재단을 설립하기를 원했고, 연구 끝에 독일에서 재단을 설립하기로 결정했다. 2011년 2월 16일, 독일 재단 설립에 필요한 5만 유로를 모금하기 위한 모금 운동이 발표되었다. 필요한 금액은 8일 만에 모금되었다.
법적 요건을 충족한 후, 재단은 2012년 2월 17일에 최종적으로 설립되었다.

#### 반응
2010년 10월 말 작가 라이언 카트라이트(Ryan Cartwright)는 도큐먼트 재단 설립을 둘러싼 사건에서 오라클의 역할을 평가하면서 다음과 같이 말했다.
오라클의 이러한 움직임에서 최악의 점은 나눌 필요가 없었던 커뮤니티를 분열시켰다는 것이다. 자유 소프트웨어 커뮤니티는 포크된 프로젝트를 통해 번성하며 더 큰 자유의 길을 적극적으로 택할 것이다. 맘보는 줌라가 되었고, Xfree86은 거의 사라졌으며, 스타오피스는 이제 오픈오피스의 덜 자유로운 사촌으로 간주된다 (좋은 의미는 아니다). 오라클이 방금 한 일은 자유 소프트웨어 커뮤니티 내 비판자들에게 귀를 막고 "라라라"라고 말한 것이다. 이러한 움직임으로 그들은 몇몇 더 많은 반대자들을 영입할 것이다... 결론은 이 모든 상황에서 오라클은 오픈오피스나 자유 소프트웨어 커뮤니티뿐만 아니라 모두를 위한 진정한 발전을 이룰 수 있는 황금 같은 기회를 거듭해서 가졌다. 그들은 가장 인기 있는 자유 소프트웨어 오피스 스위트의 핵심 주이자 가장 큰 부분이 될 수 있었지만, 그들은 그것을 콧물처럼 취급했다. 그들은 망쳤다.

2010년 10월 리눅스 매거진의 브루스 바이필드(Bruce Byfield)는 도큐먼트 재단의 형성이 고-오 프로젝트가 장기적으로 사용자에게 해가 되는 방식으로 자신을 재창조하는 것에 불과하다고 시사했다.
제 생각에는 선(Sun)의 오픈오피스 방향에 대한 엄격한 통제에 이미 불만을 품고 있던 고-오(Go-OO)가 오라클에서 더 나쁜 상황을 예상했을 것입니다. 오라클이 계획을 발표하기 전에 성공하기를 바라면서 고-오 회원들은 자신들을 재창조하고 오랫동안 요구해왔던 재단을 발표했습니다. 그러나 오라클은 밀어붙이기를 거부했고, 포크를 기업 간의 전쟁과 유사한 상황으로 확대시켰습니다.
어느 쪽이든 장점이 있겠지만 (그리고 저는 어떤 숫자도 0보다 크다는 원칙에 따라 도큐먼트 재단을 지지하는 경향이 있습니다), 저는 이 상황에서 패자는 사용자가 될 것이라고 생각합니다. 코딩에 더 잘 쓸 수 있었던 불꽃 튀는 논쟁에 시간이 계속 낭비될 위험이 있습니다. 일반적인 분열과 노력의 중복뿐만 아니라, 오라클의 경우 방어적인 조치로 독점 개발에 집중하기로 결정할 가능성이 높습니다. 도큐먼트 재단이 시도한 도박은 그들이 깨뜨리려던 교착 상태의 또 다른 버전을 영속시켰을 수 있습니다.

2011년 4월, 오라클은 오픈오피스를 "순수하게 커뮤니티 기반 프로젝트"로 전환하려는 의사를 발표했다. 오라클은 또한 오라클 오픈 오피스라고 불리는 상용 제품을 중단했다. 어떤 사람들의 견해로는 이러한 움직임이 도큐먼트 재단의 형성에 대한 반응이었지만, 전 선 경영진인 사이먼 핍스 (프로그래머)에 따르면: 
도큐먼트 재단과 리브레오피스 프로젝트의 설립은 오라클의 사업에 실질적인 피해를 주지 않았다. 리브레오피스로부터 오라클 오픈 오피스 (그들의 OO.o 상용 에디션)에 대한 새로운 상업적 경쟁은 발생하지 않았다. 오라클이 가치 있다고 여겼던 어떠한 기여도 그 설립으로 인해 중단되지 않았다. 오라클이 코드 개발을 계속할 수 있는 능력은 전혀 손상되지 않았다. 오라클의 결정은 단순히 1년 간의 평가 끝에 오라클 오픈 오피스와 오라클 클라우드 오피스 개발로 얻을 수 있는 이익이 그 둘에 투입된 100명 이상의 선임 개발자들의 급여를 정당화하지 못했다고 판단한 것으로 보인다. TDF가 오라클의 선 인수가 발표된 날부터 불가피해 보였던 냉정한 사업 결정에 어떤 식으로든 책임이 있다고 시사하는 것은 기껏해야 불성실한 것이다.

2011년 6월 2일 기준으로 오라클은 오픈오피스를 아파치 라이선스 2.0으로 재라이선스했으며, 프로젝트 자산과 상표권을 아파치 소프트웨어 재단으로 이전했다.

### 도큐먼트 리버레이션 프로젝트 추가
2014년 4월 2일, 도큐먼트 재단은 두 번째 최상위 프로젝트인 도큐먼트 리버레이션 프로젝트를 발표했다. 이 프로젝트는 자신을 "사용자를 벤더 종속으로부터 해방시키기 위해 단결한 개발자 커뮤니티의 보금자리"로 정의한다.

## 회의
2011년부터 도큐먼트 재단은 매년 리브레오피스 컨퍼런스를 다음과 같이 개최해 왔다.
- 2011년 – 파리, 프랑스 – 10월 12~15일[33]
- 2012년 – 베를린, 독일 – 10월 17~19일[34]
- 2013년 – 밀라노, 이탈리아 – 9월 24~27일[35]
- 2014년 – 베른, 스위스 – 9월 3~5일[36][37]
- 2015년 – 오르후스, 덴마크 – 9월 23~25일[38][39]
- 2016년 – 브르노, 체코 – 9월 7~9일[40][41]
- 2017년 – 로마, 이탈리아 – 10월 11~13일[42][43]
- 2018년 – 티라나, 알바니아 – 9월 26~28일[44]
- 2019년 – 알메리아, 스페인 – 9월 11~13일[45]
- 2020년 – 웹 회의 – 10월 15~17일[46]
- 2021년 – 웹 회의 – 9월 23~25일[47]
- 2022년 – 밀라노, 이탈리아 & 원격 (하이브리드) – 9월 28일~10월 1일[48]
- 2023년 – 부쿠레슈티, 루마니아 – 9월 20~23일[49]
- 2024년 – 룩셈부르크, 룩셈부르크 – 10월 10~12일[50]